# Football Club Biel-Bienne

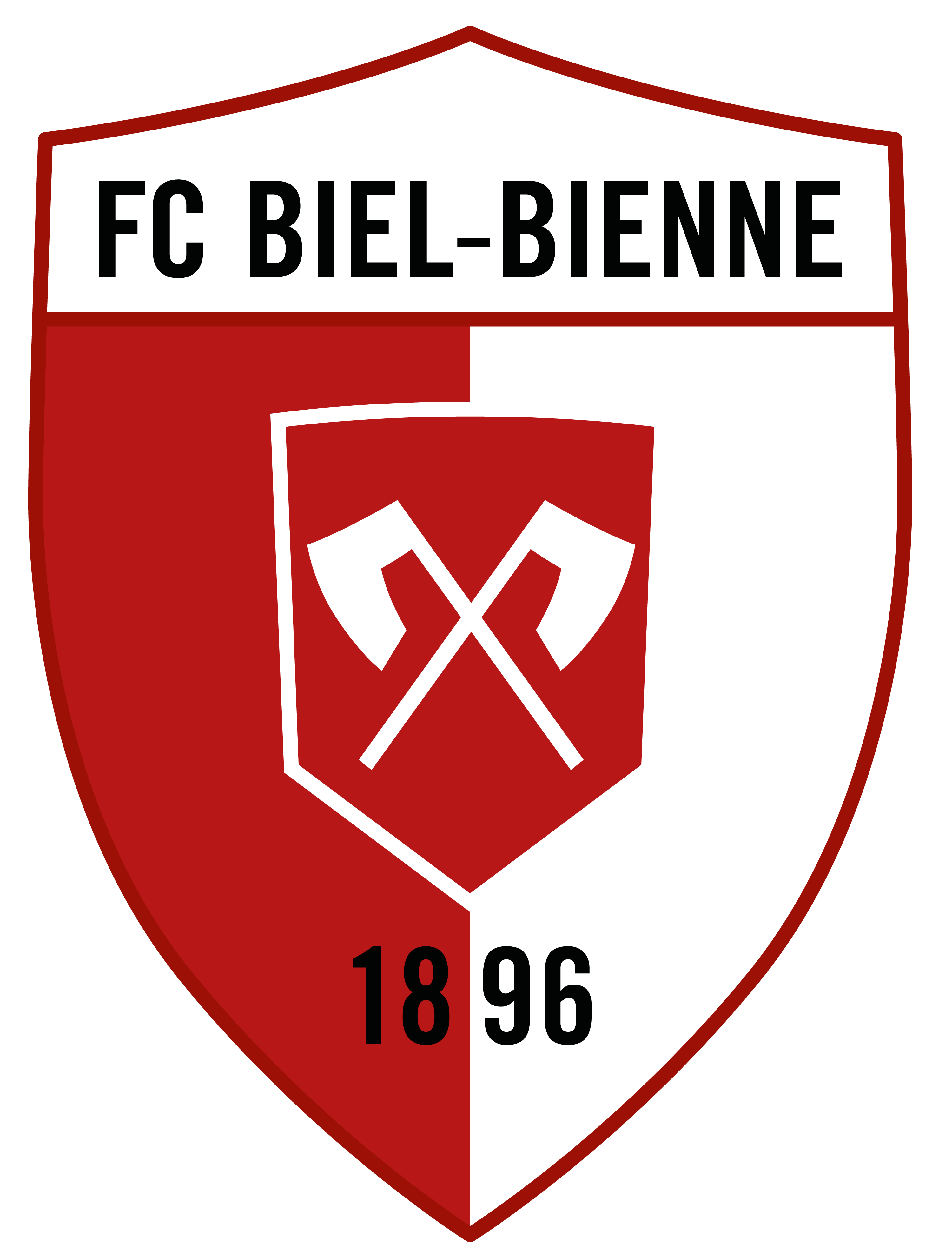

O FC Biel-Bienne é um clube de futebol com sede em Biel/Bienne, Suíça. A equipe compete na Swiss 2. Liga.

## História
O clube foi fundado em 1896. 